# Phosphorites du Quercy
| Era        | Periode   | Tijdvak   | Tijd     | Tijd geleden (Ma) |
| ---------- | --------- | --------- | -------- | ----------------- |
| Cenozoïcum | Neogeen   | Mioceen   | Mioceen  | 5,332             |
| Cenozoïcum | Neogeen   | Mioceen   | Mioceen  | 23,03             |
| Cenozoïcum | Paleogeen | Oligoceen | Chattien |                   |
| Cenozoïcum | Paleogeen | Oligoceen | Chattien | 28,4              |
| Cenozoïcum | Paleogeen | Oligoceen | Rupelien |                   |
| Cenozoïcum | Paleogeen | Oligoceen | 33,9     |                   |
| Cenozoïcum | Paleogeen | Eoceen    |          |                   |
| Cenozoïcum | Paleogeen | 55,8      |          |                   |

De Phosphorites du Quercy (Frans voor fosforieten van de Quercy) zijn een geologische formatie in het zuidwesten van Frankrijk. De formatie dagzoomt voornamelijk in de departementen Lot en Tarn-et-Garonne. De formatie komt uit het Rupelien (ongeveer 30 miljoen jaar oud, deel van het Oligoceen) en bestaat voornamelijk uit fosforiet, gevormd door de diagenese van afwisselende lagen kalkige sedimenten en guano.

## Lagerstätte
De Phosphorites du Quercy zijn bekend als rijke vindplaats van fossielen, een zogenaamde Lagerstätte. Onder de vondsten zijn fossielen van zoogdieren (neushoorns, creodonten, roofdieren, paardachtigen, insectivoren en buideldieren), reptielen (slangen) en amfibieën (kikkers).
Veel van de dagzomen van de formatie zijn, net als andere gesteenten in de streek, aangetast door karsterosie, waarbij grote en diepe gaten in het gesteente gevormd zijn.

## Museum
Het Muséum Victor Brun in Montauban heeft een grote collectie Phosphorites du Quercy.